# Heorhi Ivanytsky
Heorhi Ivanytsky (en ucraniano: Георгій Іваницький; 6 de mayo de 1992) es un deportista ucraniano que compitió en tiro con arco, en la modalidad de arco recurvo.
Ganó tres medallas en el Campeonato Mundial de Tiro con Arco en Sala entre los años 2014 y 2018, una medalla de plata en el Campeonato Europeo de Tiro con Arco al Aire Libre de 2021 y una medalla de oro en el Campeonato Europeo de Tiro con Arco en Sala de 2015.
En los Juegos Europeos de Bakú 2015 consiguió dos medallas, oro por equipo y bronce en equipo mixto.

## Palmarés internacional
| Campeonato Mundial en Sala       | Campeonato Mundial en Sala | Campeonato Mundial en Sala | Campeonato Mundial en Sala |
| Año                              | Lugar                      | Medalla                    | Prueba                     |
| -------------------------------- | -------------------------- | -------------------------- | -------------------------- |
| 2014                             | Nimes (Francia)            | Medalla de oro             | Equipo                     |
| 2016                             | Ankara (Turquía)           | Medalla de oro             | Individual                 |
| 2018                             | Yankton (Estados Unidos)   | Medalla de bronce          | Equipo                     |
| Juegos Europeos                  |                            |                            |                            |
| Año                              | Lugar                      | Medalla                    | Prueba                     |
| 2015                             | Bakú (Azerbaiyán)          | Medalla de oro             | Equipo                     |
| 2015                             | Bakú (Azerbaiyán)          | Medalla de bronce          | Equipo mixto               |
| Campeonato Europeo al Aire Libre |                            |                            |                            |
| Año                              | Lugar                      | Medalla                    | Prueba                     |
| 2021                             | Antalya (Turquía)          | Medalla de plata           | Equipo                     |
| Campeonato Europeo en Sala       |                            |                            |                            |
| Año                              | Lugar                      | Medalla                    | Prueba                     |
| 2015                             | Koper (Eslovenia)          | Medalla de oro             | Individual                 |